# مخزن قینگهه
مخزن قینگهه (به لاتین: Qinghe Reservoir) یک مخزن سد در چین است که در Qinghe District, Tieling واقع شده‌است.